# × Cystocarpium roskamianum
× Cystocarpium roskamianum là một loài dương xỉ trong họ Woodsiaceae. Loài này được Fraser-Jenk. mô tả khoa học đầu tiên năm 2008.